# China Video Disc
China Video Disc (CVD) är ett lagringsmedium som utvecklades av Kinas regering i slutet av 1990-talet som ett konkurrentsystem till SVCD.